# 大伴峰麻呂
大伴 峰麻呂（おおとも の みねまろ）は、平安時代初期の官人。名は岑万里とも記される。姓は宿禰。官位は正六位上・兵部少丞。

## 経歴
延暦18年（799年）4月に遣新羅使に任ぜられるが（この時の位階は正六位上）、新羅に渡ることなく5月には使節派遣は中止された。
その後、延暦23年（804年）7月に第18次遣唐使一行が4船に分乗して日本から唐に向けて出帆するが、この内2船（第三・第四船）が風のために遭難して漂流し、行方知れずとなった。また、遭難時の風の状態から新羅の海岸へ漂着していると想定された。そこで、同年9月に不明船の消息調査（使人を唐に派遣して調査することまで含む）と帰国支援を新羅に依頼するために、峰麻呂は再び遣新羅使に任ぜられて、今回は新羅へ渡航している（この時の官位は正六位上・兵部少丞）。
その後、第三船は庇良島（平戸島）から遠値嘉島（五島列島の西寄りの島々）へ向かう最中に南風を受けて遭難・座礁し、遣唐判官・三棟今嗣らは船を捨てて大宰府まで戻ったことがわかったが、第四船は行方不明のままであった。